# Dorfkapelle Adelshofen

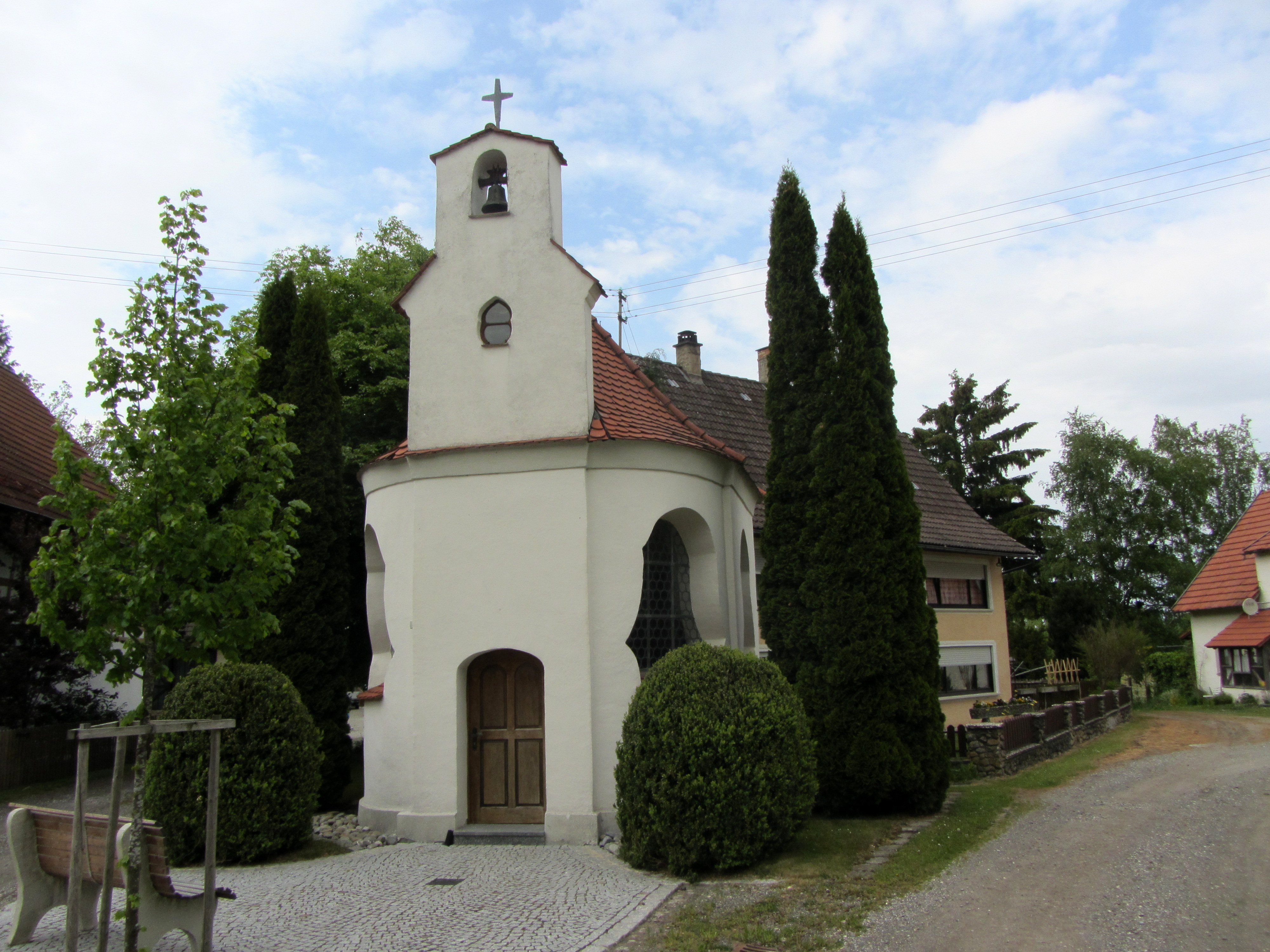
Dorfkapelle Adelshofen 2012

Die Dorfkapelle Adelshofen ist eine Kapelle in Adelshofen bei Unterschwarzach, einem Ortsteil von Bad Wurzach im Landkreis Ravensburg in Oberschwaben.

## Beschreibung
Auf der Straße von Füramoos nach Hummertsried erreicht man über eine Abzweigung auf der K 7930 den Weiler Adelshofen. Dort liegt in einer Senke, mitten im Ort eine der außergewöhnlichsten Kapellen des Landkreises Ravensburg. Der barocke Ovalbau wurde in den Jahren zwischen 1760 und 1770 erbaut, hat auf der Westseite einen aufgemauerten Glockenstuhl und hohe Bassgeigenfenster. Das mit Biberschwänzen gedeckte Satteldach walmt sich nach Osten in eine nicht eingezogene Apsis. Auf dem nicht unterkellerten, gefliesten Boden befinden sich mehrere Kniebankreihen. Im Jahre 2009 haben drei an das Grundstück angrenzende Familien in Eigeninitiative, mit Unterstützung der Stadt Bad Wurzach den Vorplatz vor der Kapelle neu gepflastert. Die Kapelle steht auf einem privaten Flurstück.

## Ausstattung
In der Kapelle befinden sich drei Votivbilder.

### Muttergottesaltar
Der Marienaltar ist aus Holz und wurde marmoriert. Die bekrönte Muttergottes hat ein Zepter in der rechten Hand und das Kind an der linken Brust. Die Figur ist 83 Zentimeter hoch und vermutlich aus dem 15. Jahrhundert. Der Muttergottes wurde ein Rosenkranz umgehängt, ein Mitbringsel eines Pilgers aus dem Marienwallfahrtsort Einsiedeln. Fünfzehn in Öl auf Holz gemalte Rosenkranzgeheimnisse aus dem 18. Jahrhundert umrahmen die Muttergottes. Des Weiteren befinden sich auf Seitenkonsolen eine nachgotische 69 Zentimeter hohe Anna Selbdritt und ein ebenso hoher, bäuerlich gestalteter heiliger Leonhard aus dem 17. Jahrhundert. Über dem Gebälk befinden sich eine 43 Zentimeter hohe Statue des heiligen Sebastian und eine 37,5 Zentimeter hohe Statue des heiligen Antonius von Padua. Das Auszugsbild zeigt eine Kopie der vera effigies mit dem Haupt Christi.

### Statuen

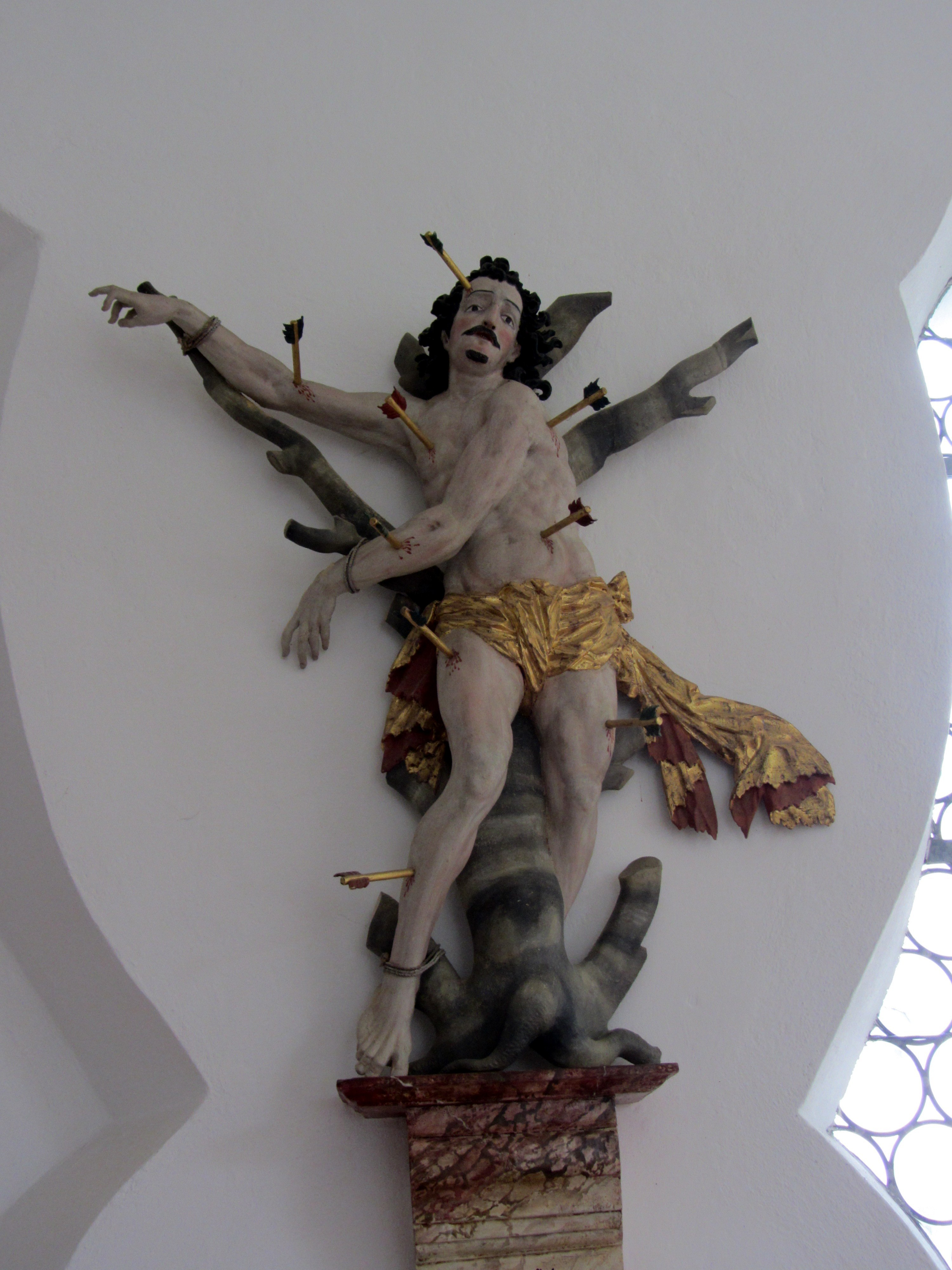
Hl. Sebastian

In der Kirche befinden sich drei Statuen. Der 114 Zentimeter hohe Schmerzensmann stammt aus dem dritten Viertel des 16. Jahrhunderts. Der Bildhauer ist unbekannt, dürfte jedoch aus dem Umfeld von Hans Multscher stammen. Ein aus der Zürn-Schule stammender heiliger Sebastian ist 107 Zentimeter hoch und stammt aus dem dritten Viertel des 17. Jahrhunderts. Die Besonderheit der Holzfigur ist, dass ein Pfeil in der Stirn steckt. Des Weiteren befindet sich in der Kapelle eine 39 Zentimeter hohe Pietà.